# Sant’Agata del Bianco
Sant’Agata del Bianco – miejscowość i gmina we Włoszech, w regionie Kalabria, w prowincji Reggio Calabria.
Według danych na rok 2004 gminę zamieszkuje 715 osób, 39,7 os./km².